# Snova v SSSR
Снова в СССР (en inglés: Back in the USSR o The Russian Album) es el octavo álbum de estudio del músico británico Paul McCartney, originalmente publicado por la compañía discográfica Melodiya en 1988 para el mercado soviético. El álbum incluyó versiones de canciones clásicas de rock and roll, siguiendo la estela del álbum de John Lennon Rock 'n' Roll. Con la adición de un tema extra, Снова в СССР fue publicado a nivel internacional en 1991 tras el colapso económico de la Unión Soviética.

## Historia
Siguiendo la tibia reacción a su último álbum de estudio, Press to Play, McCartney pasó gran parte de la primera mitad de 1987 planeando su siguiente trabajo. En julio, decidió volver a sus raíces musicales cantando varios de sus temas favoritos de la década de 1950 y en el curso de dos días, con tres músicos de sesión, McCartney grabó veintidós canciones, trece de las cuales fueron escogidas para formar el álbum Снова в СССР.
La primera publicación de Снова в СССР incluyó 11 canciones, pero una segunda impresión, publicada en diciembre de 1988, incrementó las canciones a un total de 13, añadiendo «I'm Gonna Be A Wheel Someday» y «Summertime». La publicación internacional de 1991 contiene 14 canciones con la suma de «I'm In Love Again», publicada originalmente en 1989 como cara B del sencillo «This One».
Otros dos temas de las sesiones vieron la luz en otras publicaciones: la jam session «I Wanna Cry» se publicó como segunda cara B del sencillo «This One», y la canción «It's Now Or Never» en el doble álbum de New Musical Express The Last Temptation of Elvis, en febrero de 1990. 
Las seis canciones restantes de las sesiones de Снова в СССР aún no han sido publicadas de forma oficial, aunque circulan en  bootlegs: «I Saw Her Standing There», «Take This Hammer», «Cut Across Shorty», «Poor Boy», «Lend Me Your Comb» y «No Other Baby». La última fue nuevamente grabada por McCartney en el álbum de 1999 Run Devil Run.

## Publicación

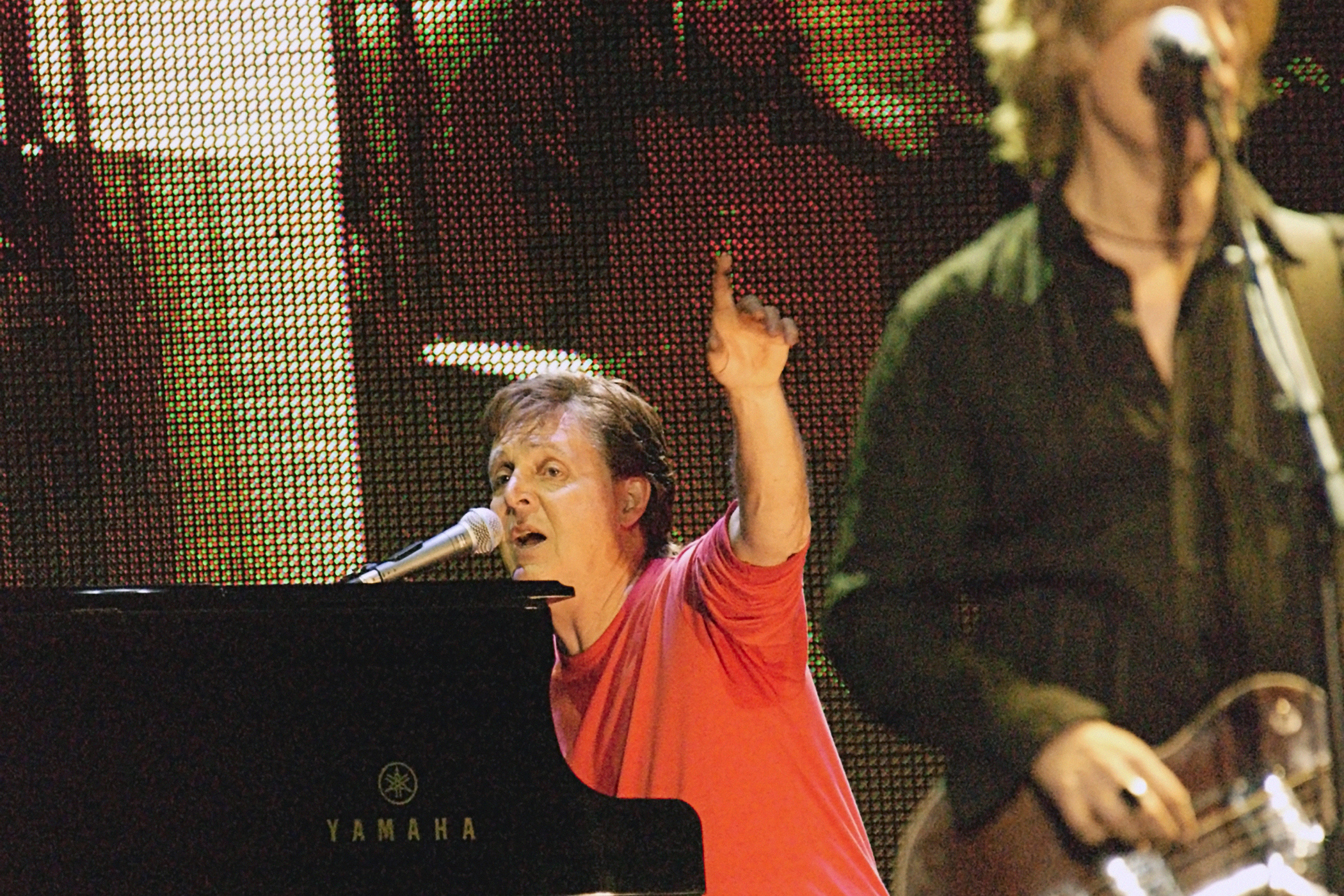
Paul McCartney en concierto en la Plaza Roja de Moscú, el 24 de mayo de 2003.

McCartney presentó Снова в СССР como un regalo a sus seguidores de la Unión Soviética que no podían adquirir grabaciones legales en el mercado soviético, recurriendo a copias ilegales y piratas. En este sentido, el álbum sería un trabajo que ellos podían adquirir y que no estaría disponible en los países occidentales. 
Según McCartney, nunca pretendió que el álbum se vendiera fuera de la URSS. Sin embargo, el colapso económico de la Unión Soviética facilitó la publicación internacional del álbum en 1991, que alcanzó el puesto 63 en la lista de discos más vendidos en Reino Unido y el puesto 109 en la lista estadounidense Billboard 200. En su publicación internacional, el título fue malimpreso como СНОВА Б СССР, siendo la letra del alfabeto cirílico «Б» el equivalente a la letra «B» del alfabeto latino, en lugar del original «B», equivalente a la letra «V».

## Título y portada
El título del álbum, Снова в СССР, es la traducción al alfabeto cirílico de «Back in the U.S.S.R.», una canción de The Beatles publicada en el Álbum Blanco. Aunque en ocasiones el título es transcrito literalmente con caracteres latinos (CHOBA B CCCP), la trascripción correcta es Snova v SSSR. 
La portada del álbum fue diseñada por Michael Ross usando una fotografía de Linda McCartney tomada durante las sesiones de grabación del álbum de 1971 Ram. El rostro de Paul figura dentro de una estrella roja, símbolo de la URSS. 
El álbum incluye unas notas en ruso escritas por el escritor Roy Carr de New Musical Express.

## Lista de canciones
| N.º | Título                                                          | Escritor(es)                           | Duración |  |
| 1.  | «Kansas City»                                                   | Jerry Leiber/Mike Stoller              | 4:02     |  |
| 2.  | «Twenty Flight Rock»                                            | Eddie Cochran/Ned Fairchild            | 3:03     |  |
| 3.  | «Lawdy, Miss Clawdy»                                            | Lloyd Price                            | 3:17     |  |
| 4.  | «I'm in Love Again» (Canción extra en la edición internacional) | Fats Domino/Dave Bartholomew           | 2:58     |  |
| 5.  | «Bring It On Home to Me»                                        | Sam Cooke                              | 3:14     |  |
| 6.  | «Lucille»                                                       | Richard Penniman/Albert Collins        | 3:13     |  |
| 7.  | «Don't Get Around Much Anymore»                                 | Duke Ellington/Bob Russell             | 2:51     |  |
| 8.  | «I'm Gonna Be a Wheel Someday»                                  | Fats Domino/Dave Bartholomew/Roy Hayes | 4:12     |  |
| 9.  | «That's All Right Mama»                                         | Arthur Crudup                          | 3:47     |  |
| 10. | «Summertime»                                                    | George Gershwin                        | 4:57     |  |
| 11. | «Ain't That a Shame»                                            | Fats Domino/Dave Bartholomew           | 3:43     |  |
| 12. | «Crackin' Up»                                                   | Bo Diddley                             | 3:55     |  |
| 13. | «Just Because»                                                  | Bob Shelton/Joe Shelton/Sydney Robin   | 3:34     |  |
| 14. | «Midnight Special»                                              | Trad. Arr. Paul McCartney              | 3:59     |  |

## Personal
- Paul McCartney: bajo, guitarras y voz
- Mick Green: guitarra
- Nick Garvey: bajo y coros
- Mick Gallagher: teclados y piano
- Chris Whitten: batería
- Henry Spinetti: batería y percusión

## Posición en listas
| País           | Lista                      | Posición |
| -------------- | -------------------------- | -------- |
| Japón          | Oricon Weekly Albums Chart | 48       |
| Estados Unidos | Billboard 200              | 109      |
| Reino Unido    | UK Albums Chart            | 63       |